# UPLC
L'UPLC (Ultra Performance Liquid Chromatography) est une marque déposée de Waters corporation qui désigne certains de ses systèmes de chromatographie en phase liquide à haute pression.
Introduite en 2004 et faisant appel aux mêmes principes que l'HPLC, l'UPLC améliore l'HPLC dans trois domaines : résolution chromatographique, vitesse d'analyse et sensibilité.

## Pourquoi améliorer l'HPLC?
L'HPLC classique est une méthode de séparation dotée de bien des atouts : robustesse, facilité d'emploi, principes de séparation bien connus, bonne sensibilité et sélectivité ajustable. Sa principale limitation demeure le manque d'efficacité par rapport à la chromatographie en phase gazeuse ou à l'électrophorèse capillaire : cela vient des coefficients faibles de diffusion en phase liquide, impliquant une diffusion lente des analytes dans la phase stationnaire.
L'équation de van Deemter montre que l'efficacité augmente avec l'utilisation de particules au diamètre plus petit. Mais l'utilisation de telles particules implique une augmentation rapide de la perte de charge, alors que la plupart des systèmes HPLC peuvent fonctionner seulement jusqu'à 400 bar. C'est pourquoi des colonnes courtes remplies de particules d'environ 2µm sont utilisées avec ces systèmes classiques, afin d'accélérer les analyses sans perdre en efficacité, tout en maintenant une perte de charge acceptable. 
Pour améliorer l'efficacité des séparations HPLC, deux premières options sont possibles :
- travailler à plus haute température (moindre viscosité et diffusion plus rapide, donc moindre perte de charge et meilleure efficacité)
- utiliser des colonnes monolithes (plus de limitation due à la perte de charge).

Une troisième solution est à l'origine des systèmes UPLC.

## Principe
L'UPLC repose sur l'emploi de phase stationnaire composée de particules < 4 µm (alors que les colonnes HPLC sont habituellement remplies de particules de 3 à 5 µm). La courbe de Van Deemter, régie par une équation à trois composantes, montre que la gamme de débit utilisable pour une bonne efficacité avec un tel diamètre de particules est bien plus large que pour des diamètres supérieurs. De ce fait il est possible d'augmenter le débit, et donc la vitesse d'analyse, sans altérer les performances chromatographiques. L'avènement de l'UPLC a toutefois nécessité le développement instrumental d'un nouveau système de chromatographie en phase liquide, pouvant tirer avantage des performances de séparation (en limitant les volumes morts) et compatible avec les pressions générées (de l'ordre de 550 à 1000 bars, à comparer avec 170 à 400 bars en HPLC).

## Inconvénients
En contrepartie, l'augmentation de pression requiert plus de maintenance et réduit la durée de vie des colonnes de ce type. Jusqu'à présent des performances semblables et même supérieures ont été démontrées en utilisant des phases stationnaires de granulométrie autour de 2 µm sans les effets néfastes de la haute pression. De plus les phases de moins de 2 µm sont généralement non regénérables, et ont donc une utilisation limitée.